# فيليكس هايت
فيليكس هايت (بالإنجليزية: Felix Hyatt)‏ هو سياسي نيجيري، ولد في 26 نوفمبر 1954. انتخب Minister of Aviation of Nigeria ‏.